# Agrilus impressicollis
Agrilus impressicollis é uma espécie de inseto do género Agrilus, família Buprestidae, ordem Coleoptera.
Foi descrita cientificamente por Gory, em 1841.